# Ronald Inglehart
Ronald F. Inglehart (Milwaukee, 5 de septiembre de 1934 - 8 de mayo de 2021) fue un politólogo estadounidense. Profesor en la Universidad de Míchigan; director de la Encuesta Mundial de Valores, una red global de científicos sociales que han desarrollado encuestas nacionales representativas de alrededor de ochenta sociedades.

## Publicaciones

### La revolución silenciosa
En La revolución silenciosa (1977), Inglehart descubrió un cambio intergeneracional en los valores de las sociedades industrialmente avanzadas. En su libro El cambio cultural en las sociedades industriales avanzadas, Inglehart usa un gran número de encuestas de veintiséis naciones, desde 1970 a 1988, para analizar los cambios culturales que se están dando, como el reemplazo de generaciones más viejas por otras más jóvenes, con las consiguientes consecuencias políticas y económicas.

### Modernización y postmodernización
En este nuevo libro (1998), Inglehart sostiene que el desarrollo económico, así como el cambio cultural y político, siguen patrones predecibles. Para ello analiza encuestas de opinión sobre multitud de temas relacionados con la autoexpresión y los valores políticos en 43 sociedades diferentes.

### Modernización, Cambio Cultural y Democracia
En este libro (2005), Inglehart, junto con Christian Welzel, sostiene que la modernización tiene lugar en dos fases: en la primera, se pasa de una sociedad agrícola a una industrial. Esta fase está caracterizada por la adopción de valores racionales-seculares. En la segunda etapa, caracterizada por la adopción de valores de auto-expresión (self-expression), se pasa a una economía de servicios. A fin de cuentas, el crecimiento económico trae cambio en la escala de valores de los ciudadanos, los cuales exigirán mayores libertades democráticas.